# Iskrivljavanje povijesti
Iskrivljavanje povijesti ili Krivotvorenje povijesti označava pokušaje namjernog prenošenja povijesnih događaja na znanstveno nepošten ili lažan način kao i njihovu netočnu interpretaciju.

## Načini krivotvorenja povijesti
Na dugom putu od povijesnih izvora i prethodne sekundarne literature do objave, postoje brojne mogućnosti ili načini za manipulacije ili iskrivljavanje povijesti.

### Krivotvorenje izvora
Krivotvorenjem povijesnih izvora, kao što su navodno stari dokumenti (na primjer Konstantinova darovnica).
Ne radi se o krivotvorini ako je izloženi objekt u muzeju primjerice kopija.
Česta učinkovita varijanta varanja je krivotvorenje originalnog izvora, uklanjanje ili dodavanje teksta u dokumentu.

### Lažne tvrdnje i tumačenja
Većina povijesnih krivotvorina nastaje svojevoljnim tumačenjem izvornog materijala. Medutim većina krivotvoriona nastaje jednostavnim preskakanjem ili nedavanje pozornosti neželjenim izvorima ili služenjem jednostranih izvorima ili jednostranim izborom literature.
Primjer za izravnu laž u školskim knjigama je primjerice izjava u atlasu povijesti bivšeg DDR-a gdje je pisalo da je 25. lipnja 1950. Južna Koreja napala Sjevernu Koreju (umjesto obratno, vidi Korejski rat).

## Ciljevi i motivi
Krivotvoritelji imaju jedan ili više motiva:
- Neki krivotvoritelji žele testirati mogu li proizvesti krivotvorinu koju znanost ne razotkrije.
- znanstvenik koji kao krivotvoritelj pokusava poboljšati vlastita povijesna tumačenja nad svojim kolegama i želi unaprijediti svoju karijeru.
- Politički motivi ako krivotvoritelj želi promijeniti povijesnu sliku o osobi ili skupini osoba ili naciji:
  - Opravdanje ili umanjivanje počinjenih zločina jedne diktature, ratnih zločina, itd., ili omalovažavanje političkog protivnika:
  - Uklanjanje nepoželnjih osoba iz dokumenata ili fotografija suvremene povijesti.
  - Aprecijacija: kraljev dvorski rukopis bio je pokušaj produljivanja češke književne povijesti.
  - Podcjenjivanje, kao što je antisemitska "Protokoli Sionskih mudraca".
- Pravne pozicije: osobito krivotvorine iz srednjeg vijeka, kao primjerice o darovnici Konstantina, zbog polaganja prava na posjed.

Izmišljena djela poput romana ili igranog filmaa koja imaju povijesnu pozadinu često utječu na krivu percepciju tijeka stvarnih povijesnih događaja.

## Poznati primjeri
S obzirom na zbivanja u vrijeme nacionalsocijalizma, marksizma-lenjinizma ili europskog fašizma tijekom 20. stoljeća,  često su se poricali zločini: turski Armenski genocid, zločini Sovjetskog Saveza (staljinističke čistke, Pokolj u Katinskoj šumi), Partizanski zločini u Drugom svjetskom ratu, progon europskih Židova (vidi poricanje holokausta).
Ponekad se motivi mogu podijeliti na ideološke i nacionalističke. Vlast Sovjetskog Saveza primjerice je zahtijevala da se u ruskoj znanosti i povijesti 19. stoljeća povijest SSSR-a predstavlja kao uspješnu priču. To se može manje objasniti s komunističkom ideologijom nego velikim ruskim nacionalizmom, kojeg je Staljin prikazivao kao novi "sovjetski patriotizam".
U Hrvatskoj i u susjednim državama velikosrpska ideologija, velikosrpska propaganda kao i jugokomunistička propaganda imale su utjecaj na brojne sukobe.